# ميشتهليد جورج
ميشتهليد جورج هي مغنية أوبرا ألمانية، ولدت في 1956.

## وصلات خارجية
- ميشتهليد جورج على موقع ميوزك برينز (الإنجليزية)
- ميشتهليد جورج على موقع أول ميوزيك (الإنجليزية)
- ميشتهليد جورج على موقع ديسكوغز (الإنجليزية)